# Brad Fiedel
Brad Ira Fiedel ou simplesmente Brad Fiedel (Nova Iorque, 10 de março de 1951) é um compositor de trilhas sonoras americano.

## Carreira
Brad Fiedel começou a sua carreira como compositor desde 1981, aprendeu a tocar os sintetizadores quando ele era adolescente. Depois, ele compôs sintetizadores e orquestra para vários filmes.
Em 1984, Fiedel ficou conhecido por compor o tema do filme The Terminator. Fiedel compôs os dois primeiros filmes dessa franquia The Terminator (1984) e Terminator 2: Judgment Day (1991), mas não compôs os últimos quatro Terminator 3: Rise of the Machines (2003), foi composta por Marco Beltrami, Terminator Salvation (2009), foi composta por Danny Elfman, Terminator: Genisys (2015), foi composta por Lorne Balfe e Terminator: Dark Fate (2019), foi composta por Junkie XL.
Ele trabalhou com cineastas foram Jonathan Kaplan e James Cameron.

## Filmografia parcial
- Just Before Dawn (1981)
- Eyes of Fire (1983)
- The Terminator (1984)
- Fright Night (1985)
- Desert Bloom (1986)
- The Serpent and the Rainbow (1988)
- Fright Night II (1988)
- The Accused (1988)
- True Believer (1989)
- Blue Steel (1990) (1990)
- Terminator 2: Judgment Day (1991)
- Striking Distance (1993)
- True Lies (1994)
- Johnny Mnemonic (1995)
- Terminator 3: Rise of the Machines (2003) – temas
- Terminator: The Sarah Connor Chronicles (2008) – temas
- Terminator Salvation (2009) – temas